# Lord Edward Cavendish
Lord Edward Cavendish, född 28 januari 1838, död 18 maj 1891, var en brittisk överstelöjtnant och parlamentsledamot 1865–1891. 
Han var son till William Cavendish, 7:e hertig av Devonshire (1808–1891) och Lady Blanche Georgiana Howard (1812–1840), samt gift 1865 med Emma Elizabeth Lascelles (1838–1920).

## Barn
- Victor Cavendish, 9:e hertig av Devonshire (1868–1938); gift 1892 med Lady Evelyn Petty-Fitzmaurice (1870–1960)
- Lord Richard Cavendish (1871–1946); gift 1895 med Lady Moyra Beauclerk (1876–1942)
- John Spencer (1875– omkom i 1:a världskriget , 20 oktober 1914 )